# Cadeau d'affaires
Un cadeau d’affaires est un cadeau offert occasionnellement ou périodiquement dans le cadre de relations professionnelles. Le cadeau d’affaires est un outil de consolidation dans les échanges professionnels. Il permet de renforcer les relations privilégiées et valoriser les meilleurs partenaires.

## Enjeux des cadeaux d’affaires
Les destinataires du cadeau d’affaires peuvent aussi bien être les clients que les salariés de votre société, ou encore les réseaux de distribution et forces de vente externes.
Le cadeau d’affaires peut être offert à des clients afin de les remercier du partenariat commercial ou dans le but de les fidéliser. 
Le cadeau d’affaires sera remis à des occasions particulières telles que :
- un salon professionnel
- une conférence
- la signature/la clôture de contrat
- un anniversaire, etc.

Le cadeau d’affaires peut également être remis aux collaborateurs en guise de :
- Cadeaux de fin d’année
- Récompense pour les bons résultats de l’activité de la société
- Stimulant pour atteindre les objectifs commerciaux.

Le cadeau d’affaires sera différent selon la cible visée (salarié ou client, âge, poste occupé…) et le budget destiné aux dotations.
Un outil de fidélisation et de relation client
Les cadeaux d'affaires établissent une connexion émotionnelle entre une entreprise et sa clientèle. Offrir un objet promotionnel favorise la fidélité en véhiculant une image positive de la marque. Un client recevant un cadeau pratique et de qualité se rappellera plus facilement de l’entreprise et sera enclin à solliciter ses services à l’avenir.

## Chiffres sur le cadeau d'affaires
Tous les ans, une étude du marché du cadeau d'affaires est réalisée par OMYAGUE, le salon du cadeau d'affaires d'exception. Cette étude, réalisée auprès de professionnels du marché, permet de mieux comprendre les enjeux et tendances du cadeau d'affaires.
On peut retenir pour l'année 2017 : 
- Le prix, l’utilité, la qualité, l’adéquation avec les goûts du destinataire et le prestige du produit restent les principaux critères d’achat, tout comme le made in France. 
- Même si on observe une grande diversité de produits dédiées au secteur du cadeau d'affaires, certains produits phares restent incontournables et gardent la même tendance d'année en année (champagnes, produits gastronomiques, accessoires de bureau),.

## Les salons professionnels
En France, on compte deux principaux salons portant sur le cadeau d'affaires :
- OMYAGUE, le salon du cadeau d'affaires d'exception, qui se tient au Carrousel du Louvre chaque année en septembre depuis 17 ans. À noter également, l'ouverture du salon à Londres, en Angleterre. OMYAGUE a également mis en place un « salon virtuel » inspirations-cadeaux.com qui permet de retrouver les produits de ses exposants en ligne.

- Affaires de cadeau, un salon appuyé par Weyou Group, organisateur de salons professionnels. Le salon a lieu tous les ans en novembre à Paris porte de Versailles.

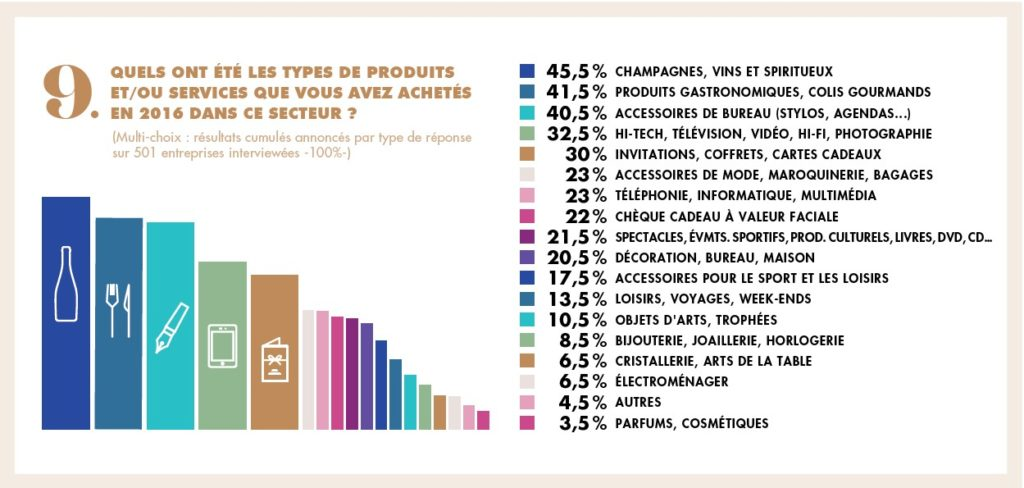
On remarque sur ce graphique que les cadeaux les plus offerts sont des cadeaux qui sont des incontournables d'année en année